# 山本泰照 (競艇選手)
山本 泰照（やまもと やすてる、1941年8月27日 - ）は、岡山県出身の元競艇選手。
愛称は名前の「泰照」を音読みした「タイショウさん」。
弟の山本尚甫も元競艇選手。
山本寛久の叔父。

## 来歴
1964年登録の16期生としてデビューし、田中理と同期である。
1976年末の宮島優勝戦は逆光で他の選手がアジャストし、スリットで1艇身抜け出して、3回目の優勝を果たす。
1977年には第12回鳳凰賞競走（下関）ではスタートで飛び出した中道善博に小林嗣政が飛びつき、2マークで古賀武日児と中道が大競りしたところを差し抜ける。中道はフライングで失格となり、山本が1マークで大競り、2マークも大競りという展開を突いて優勝。切れのあるセンター戦で自身唯一の四大特別競走制覇を果たし、優勝賞金は現金で800万円もあり、選手になって初めて手にする大金となった。同僚の武田章が「タイショウさん、皆の弁当代と酒代を出しない。警護して帰ってやるから」と言ってくれたため、帰りのこだまの車内では3人掛けシートを向かい合わせにして山本を囲むように座ってもらい、新倉敷からは万谷章と林通に自宅まで送ってもらった。自宅に着くと、今度は「どこにお金を隠すか」に悩む。金庫は無く、田圃の中の一軒家で、何かあったらと弟の尚甫夫婦が来てくれた。結局、箪笥の後ろに100万円ずつの束を投げ入れ、翌日銀行に預けた。鳳凰賞の後のレースで工具箱を開けると、いつも使わないホット系で出足型の9番のプラグが入っていた。コールド系で伸び型の10番のプラグと間違えて買ってしまい、北原友次から「（優勝戦前に）新品のプラグに換えて焼いておけ」と言われて買った新品のプラグが10番ではなく9番であり、9番が強烈なターン回りを引き出した。
連覇が懸かった1978年の第13回鳳凰賞競走（丸亀）でも優出したが、北原の「グランドスラム」達成を許し5着に終わる。その後も「鳳凰賞とダービーにはいくらでも出ることができたけど、笹川賞とMB記念は強い選手が多すぎて出してもらえない」と言われたほどの選手層を誇った強豪・岡山勢を代表するレーサーの一人として活躍するが、レース中に手に負った大怪我で成績が思うように残せなくなる。
1997年9月15日の津一般戦「高虎杯」で村田瑞穂・柏野幸二と共に優出したのが最後の優出となり、5号艇6コース進入で5着に終わった。
1998年11月3日の丸亀一般戦「七尾市親善都市記念フレンドリーカップ」最終日3Rで通算2000勝（4号艇5コースから差し切り）を達成し、ひとつの区切りがついたもあり、引退を決意。引退のことは夫人だけに告白し、競艇関係者や仲間には言わなかった。
同15日の三国「一般競走」最終日1Rで5号艇ながらインから逃げ切りを決め、最後の勝利となる2001勝目を挙げた。引退シリーズとなった桐生の年末開催一般戦では、競技委員長に全てを言い、競技委員長から選手代表の吉田稔へと伝わり、最終日には参加していた選手から餞別が送られ、山本の家族が桐生まで来て山本最後のレースを観戦した。最後の出走は12月20日1Rとなり、5号艇4コース進入で結果は5着であった。
引退後はJLC専属解説者へ転進し、熱心で分かりやすいと好評である。
2007年、ボートレース殿堂マイスター入りを果たす。

## 獲得タイトル
- 1977年 - 第12回鳳凰賞競走（下関）